# Eleições na África do Sul
Eleições da África do Sul acontecerá em nível nacional, provincial e local. A África do Sul é uma democracia multi-partidária com o Congresso Nacional Africano no poder com uma maioria significativa desde 1994. Embora a democracia da África do Sul é classificado como falha na pesquisa Índice de Democracia realizado pela Economist , a sua pontuação para o processo eleitoral é a mesma que a dos Estados Unidos e do Japão. Um sistema de representação proporcional , incorporando listas do partido , está em lugar que torna possível para os pequenos partidos para conseguir representação no parlamento.
O Parlamento nacional é bicameral. A Assembleia Nacional é composto por 400 membros, eleitos diretamente pelo povo para um mandato de cinco anos. O Conselho Nacional de Províncias é composto por 90 membros. Cada legislatura provincial elege 10 membros em proporção á composição da legislatura provincial. As legislaturas provinciais são unicameral e variam em tamanho de 30-80 membros, que são eleitos diretamente pelo povo a cada cinco anos. Por convenção as eleições da Assembleia Nacional e as legislaturas provinciais são realizadas simultaneamente. Municípios são governados por conselhos municipais , que são eleitos por representação proporcional misto membro a cada cinco anos, com uma eleição municipal em todo o país ocorrem dois anos após uma eleição nacional e provincial.

### Eleições
- Eleições gerais na África do Sul em 1948
- Eleições gerais na África do Sul em 1994
- Eleições gerais na África do Sul em 2009
- Eleições gerais na África do Sul em 2014
- Eleições gerais na África do Sul em 2019